# Odontopera melancholica
Odontopera melancholica là một loài bướm đêm trong họ Geometridae.